# Aleksander Woźny
Aleksander Woźny (ur. 25 czerwca 1910 w Uzarzewie, zm. 21 sierpnia 1983 w Poznaniu) – polski ksiądz archidiecezji poznańskiej, kaznodzieja, więzień obozów koncentracyjnych w Buchenwaldzie i Dachau oraz powojennego okresu stalinowskiego, proboszcz parafii św. Jana Kantego w Poznaniu, krajowy duszpasterz kobiet oraz Czcigodny Sługa Boży Kościoła katolickiego.

## Życiorys
Pochodził z Poznańskiego, z rodziny wielodzietnej jako najmłodsze dziecko rodziców Edmunda, który był nauczycielem w miejscowej szkole powszechnej i Anny z domu Rogozia (miał ośmioro rodzeństwa). W domu rodzinnym otrzymał staranne i religijne wychowanie. Został ochrzczony oraz przyjął pierwszą Komunię świętą w kościele św. Michała Archanioła w Uzarzewie. Po wczesnej śmierci matki w 1922 opiekę nad nim przejęła jego starsza siostra Zofia. Następnie podjął naukę w Państwowym Gimnazjum św. Marii Magdaleny w Poznaniu. Pod wpływem wiary, ukształtowanej w dzieciństwie wstąpił w szeregi Sodalicji Mariańskiej.
25 maja 1928 po ukończeniu, otrzymanym świadectwem maturalnym Gimnazjum, podjął decyzję wyboru drogi życia konsekrowanego, wstępując 15 października 1928 na studia filozoficzne w gnieźnieńskim wyższym seminarium duchownym. Poznał tam bł. Michała Kozala, (późniejszego biskupa pomocniczego we Włocławku, zamęczonego w Dachau i beatyfikowanego w 1987 przez papieża św. Jana Pawła II), ks. prałata Aleksandra Żychlińskiego (jego spowiednika), ks. prałata Kazimierza Rolewskiego oraz kard. Augusta Hlonda, któremu często usługiwał do mszy świętej. Święcenia subdiakonatu otrzymał 24 maja 1932, a następnie 6 października 1932 święcenia diakonatu.
Po uzyskaniu 10 czerwca 1933 w katedrze poznańskiej z rąk Prymasa Polski kard. Augusta Hlonda święceń kapłańskich pracował jako wikariusz kolejno w parafiach: św. Stanisława Kostki na Winiarach w Poznaniu (od 1 lipca 1933), następnie od 1 września 1935 w poznańskiej archikatedrze, a od 1 lipca 1938 w parafii Pocieszenia NMP w Borku Wielkopolskim, gdzie zastał go wybuch II wojny światowej. 12 marca 1940 został aresztowany przez Niemców, a następnie uwięziony na krótko wraz z pięćdziesięcioma dwoma innymi księżmi i zawieziony do klasztoru w Bruczkowie, po czym został przewieziony do Buchenwaldu, gdzie pracował przymusowo. Po kilku miesiącach, 6 grudnia tegoż roku, został przeniesiony do obozu koncentracyjnego w Dachau, gdzie pracował m.in. na plantacjach, otrzymując nr obozowy 21889. Wiosną 1945 poważnie zachorował na reumatyzm i przebywał w szpitalu obozowym.
29 kwietnia 1945 obóz został wyzwolony przez żołnierzy amerykańskich, po czym udał się na krótką rekonwalescencję i 2 sierpnia 1945 powrócił do Poznania, przyjmując od 20 sierpnia obowiązki administratora parafii św. Jana Kantego. Początkowo życie parafii skupiało się w kaplicy św. Pawła na dawnym cmentarzu ewangelickim przy ul. Grunwaldzkiej i w utworzonym przez niego punkcie parafialnym w późniejszym przedszkolu przy ul. Palacza 118. 24 lutego 1946 za zgodą władz państwowych zaadaptował on na kościół drewniany barak, w którym umieszczono później w ołtarzu obraz Miłosierdzia Bożego pędzla Wacława Taranczewskiego. Wkrótce zorganizował parafialny oddział „Caritasu”, który urządzał co roku Dzień Chorych, Tydzień Trzeźwości i kolonie letnie dla dzieci. Działalność charytatywna została przerwana w styczniu 1950, kiedy Episkopat Polski został zmuszony do likwidacji kościelnej organizacji „Caritas”.
Na podstawie donosu jednego z agentów do Urzędu Bezpieczeństwa na prowadzoną przez niego działalność duszpasterską, 13 lutego 1950 został aresztowany. W więzieniu pogorszył się gwałtownie stan jego zdrowia. Starania o jego uwolnienie nie przyniosły rezultatu i dlatego obrońca mecenas dr Marian Podbiera złożył skargę na przetrzymywanie go w areszcie. Do rozprawy doszło 1 grudnia 1950, po której został on skazany na rok więzienia, a na poczet orzeczonej kary zaliczono okres tymczasowego aresztowania.
Bezpośrednio po rozprawie został zwolniony z aresztu i powrócił do swojej parafii, zostając 24 lutego 1952 jej proboszczem. Otoczył opieką duszpasterską i materialną rodziny, zwłaszcza wielodzietne oraz niepełne. W 1954 zorganizował przyparafialną poradnię małżeńską i rodzinną. Pomagał osobom uzależnionym od alkoholu. Na plebanii wydzielił specjalny pokój, zwany „kurnikiem”, w którym często nocowali alkoholicy. W 1968 wystąpił z inicjatywą utworzenia Pogotowia Miłości, parafialnego zespołu początkowo piętnastu osób, z których każda niosła pomoc materialną i duchową dziesięciu chorym lub biednym. Po latach w parafii rozpoczęło działalność hospicjum im. św. Jana Kantego, którego styl pracy nawiązywał do Pogotowia Miłości. Jednocześnie prowadził pracę duszpasterza, będąc spowiednikiem i kierownikiem duchowym wielu ludzi nauki, m.in. profesorów oraz innych penitentów. Przed pouczeniem penitenta zawsze chwilę się modlił, a później wygłaszał krótką i trafną naukę. W latach pięćdziesiątych został ojcem duchownym prywatnego stowarzyszenia religijnego „Rodzina Serca Miłości Ukrzyżowanej”, założonego w 1936 przez kierującą Zakładem Historii Medycyny Akademii Medycznej w Poznaniu, doc. Ludmiłę Krakowiecką, córkę organizatora i pierwszego dziekana Wydziału Lekarskiego Uniwersytetu Poznańskiego, prof. Adama Wrzoska. Przez szereg lat był jej doradcą i kierownikiem duchowym. Stowarzyszenie to zostało zatwierdzone przez Kościół w 1996 już po jego śmierci. W latach siedemdziesiątych z jego inspiracji powstały w parafii pierwsze kręgi rodzinne Ruchu Światło-Życie, grupa Odnowy w Duchu Świętym „Gabriel”, założona i prowadzona przez ks. Mariana Piątkowskiego, a także wspólnota Neokatechumenalna. Na początku lat siedemdziesiątych podjął starania o budowę nowego domu parafialnego i kościoła.
Powierzono mu w czasie jego posługi wiele obowiązków i godności m.in.: członka diecezjalnej Komisji Duszpasterstwa Rodzin, szambelana honorowego Jego Świątobliwości (1965), członka Komisji Episkopatu d.s. Duszpasterstwa Kobiet, członka „Consilium a vigilantia”, przewodniczącego Synodalnej Komisji d.s. Duszpasterstwa Świeckich, referenta Wydziału Duszpasterskiego i członka Komisji Doktryny Wiary Kurii Metropolitalnej, a także dziekana (1966–1971), a potem pierwszego wicedziekana, poznańskiego dekanatu pw. Najświętszego Serca Pana Jezusa (1971–1983). 20 czerwca 1983 jako przedstawiciel kapłanów koncelebrował mszę świętą z papieżem św. Janem Pawłem II na Łęgach Dębińskich w Poznaniu.
| - Miejsca pochówku ks. Aleksandra Woźnego - Sarkofag w kościele św. Jana Kantego w Poznaniu - Pierwotny grób na cmentarzu Górczyńskim w Poznaniu |

Zmarł 21 sierpnia 1983 w Wojewódzkim Szpitalu Zespolonym przy ul. Juraszów. 24 sierpnia odbyła się ceremonia pogrzebowa, po czym został początkowo pochowany na cmentarzu Górczyńskim w Poznaniu przy ul. Ściegiennego 35 w kwaterze księży (Iak-4-3). Kongregacja Spraw Kanonizacyjnych w nawiązaniu do prośby abp. Stanisława Gądeckiego wyraziła zgodę na przeprowadzenie jego ekshumacji, która odbyła się 5 grudnia 2016, kiedy nastąpiło kanoniczne rozpoznanie i elewacja jego doczesnych szczątków z cmentarza parafialnego do kościoła św. Jana Kantego w Poznaniu, do specjalnego sarkofagu.

## Publikacje
Ks. Aleksander Woźny wygłosił wiele konferencji, rekolekcji i nauk stanowych. Dzięki zachowanym notatkom, nagraniom magnetofonowym oraz listom od 1994 rozpoczęto wydawanie drukiem jego spuścizny:
- Wychowanie dla Boga. (red. Marcin Węcławski) Wyd. Oficyna Współczesna. Wrocław 1994
- Bóg jest najważniejszy. Wyd. Towarzystwa Chrystusowego „Hlondianum”. Poznań 1994
- Miłość nigdy nie ustaje... Wyd. Towarzystwa Chrystusowego „Hlondianum”. Poznań 1998
- Któż jak Bóg!. Wyd. Towarzystwa Chrystusowego „Hlondianum”. Poznań 2000
- W Krzyżu miłości nauka. Rozważania Drogi Krzyżowej. Cz. 1. Wyd. Towarzystwa Chrystusowego „Hlondianum”. Poznań 2001
- W Krzyżu miłości nauka. Rozważania Drogi Krzyżowej. Cz. 2. Wyd. Towarzystwa Chrystusowego „Hlondianum”. Poznań 2001
- Drogi. Wyd. Księgarnia św. Wojciecha w Poznaniu. Poznań 2004
- Osiem błogosławieństw. Wyd. Kontekst. Poznań 2004
- Rozważania. Cz 1. Wyd. Kontekst. Poznań 2005
- Rozważania. Cz 2. Wyd. Kontekst. Poznań 2006
- Rozważania. Cz 3. Wyd. Kontekst. Poznań 2006
- Rozważania. Cz 4. Wyd. Kontekst. Poznań 2007
- Dobre rady dla narzeczonych i małżonków. Wyd. Kontekst. Poznań 2008
- Komplet X. Wyd. Kontekst. Poznań 2009
- Rozważania. Cz 5. Wyd. Kontekst. Poznań 2010
- Rozważania. Cz 6. Wyd. Kontekst. Poznań 2011
- Nauki dla często komunikujących. Trzecie niedziele 1977-1982. Wyd. Kontekst. Poznań 2012
- Nauki dla często komunikujących. Trzecie niedziele 1973-1976. Cz. 2. Wyd. Kontekst. Poznań 2013
- Nauki dla często komunikujących. Trzecie niedziele 1968-1972. Cz. 3. Wyd. Kontekst. Poznań 2014
- Bóg pokornym łaskę daje: pokora w życiu i nauczaniu ks. Aleksandra Woźnego. (red. Marcin Węcławski) Wyd. Kontekst. Poznań 2014
- Drogi Krzyżowe. Wyd. Kontekst. Poznań 2015
- Drogi krzyżowe: przygotowanie do sakramentu pokuty: za kapłanów. Wyd. Kontekst. Poznań 2015
- W szkole miłości: ks. Aleksander Woźny o miłości Boga i bliźniego. (red. Marcin Węcławski) Wyd. Kontekst. Poznań 2015
- Nauki dla często komunikujących. Trzecie niedziele 1953-1983. Cz. 4. Wyd. Kontekst. Poznań 2016
- Listy księdza Aleksandra Woźnego z Dachau. Wyd. Kontekst. Poznań 2016[11]

Opublikowana w 2011 praca doktorska ks. Wojciecha Muellera pt. „Księdza Aleksandra Woźnego koncepcja dziecięctwa duchowego” została wyróżniona Nagrodą Miasta Poznania za wyróżniające się prace doktorskie i magisterskie.

## Proces beatyfikacji
26 maja 1993 ówczesny proboszcz parafii św. Jana Kantego w Poznaniu, ks. prałat Aleksy Stodolny zaproponował Kurii Metropolitalnej w Poznaniu, w imieniu parafian, aby wynieść go na ołtarze, po czym 17 czerwca 1999 ponowił tę propozycję. Jednym z inicjatorów tego procesu był także ks. Tadeusz Piaczyński. 10 maja 2001 uzyskano zgodę Kurii w Poznaniu na wszczęcie procedury beatyfikacyjnej. Początkowo 7 stycznia 2012 na postulatora procesu beatyfikacyjnego mianowano ks. mgr lic. Macieja Karola Kubiaka, a od 15 lutego 2013 został nim ks. dr Wojciech Mueller. 22 czerwca 2013 na 362. zebraniu plenarnym Konferencji Episkopatu Polski w Wieliczce wyrażono zgodę (SEP – D 6.3-9) na wystąpienie do Stolicy Apostolskiej z prośbą o rozpoczęcie jego procesu beatyfikacyjnego. Abp Stanisław Gądecki zwrócił się 11 lipca 2013 z edyktem do wiernych o udostępnienie posiadanych dokumentów, pism lub wiadomości, mogących pomóc w procesie beatyfikacyjnym. 22 października 2013 Stolica Apostolska wydała zgodę na rozpoczęcie tego procesu wydając tzw. Nihil obstat (Prot. N. 3122-1/13), po czym 6 grudnia 2013 powołano diecezjalną Komisję Historyczną, a 13 stycznia 2014 diecezjalną Komisję Teologiczną.
25 stycznia 2014 w kościele św. Jana Kantego w Poznaniu rozpoczęto przez abp. Stanisława Gądeckiego diecezjalną część procesu, po czym 23 maja 2015 podpisaniem stosownych dokumentów została w tym samym kościele zamknięta jego diecezjalna część, a następnie akta procesu zostały przekazane 24 czerwca 2015, Kongregacji Spraw Kanonizacyjnych w Rzymie. Jest to obszerna dokumentacja, licząca prawie 6500 stronic, która została oprawiona w 21 tomów. Postulatorem generalnym mianowano 3 lipca 2015, ks. dr. Wojciecha Muellera, po czym 24 września 2015 otwarto rzymską część procesu. 4 marca 2016 Kongres zwyczajny Kongregacji Spraw Kanonizacyjnych zatwierdził dekret o ważności procesu beatyfikacyjnego na etapie diecezjalnym. W 2019 złożono tzw. Positio wymagane w dalszej procedurze beatyfikacyjnej, a następnie 3 lutego 2022 sesja konsultorów teologicznych Kongregacji Spraw Kanonizacyjnych zaakceptowała przedłożoną dokumentację procesu. 17 grudnia 2022 za zgodą papieża Franciszka promulgowano dekret o heroiczności jego życia i cnót. Od tej pory przysługuje mu tytuł Czcigodnego Sługi Bożego. 

## Upamiętnienie

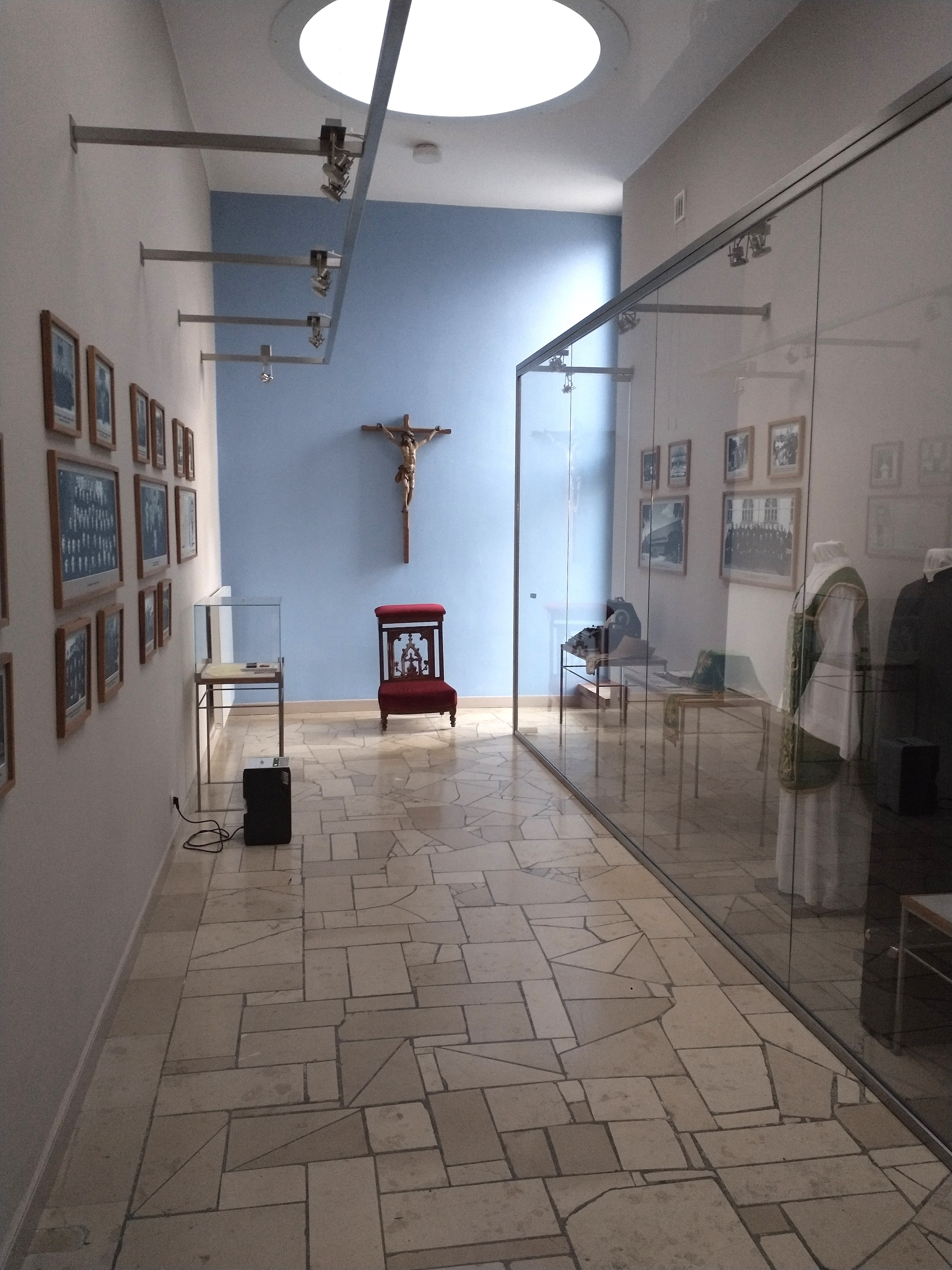
Izba pamięci w kościele św. Jana Kantego w Poznaniu

- W Muzeum Archidiecezjalnym w Poznaniu przechowywane były liczne pamiątki, które po nim pozostały, m.in.: sutanna, klęcznik, pieczątka, brewiarz czy różaniec[17]. Bardzo cenną pamiątką był kawałek chleba zachowany przez niego z obozu koncentracyjnego w Dachau[17]. Pamiątki te zostały następnie przeniesione 19 kwietnia 2018 do utworzonej i poświęconej przy kościele św. Jana Kantego w Poznaniu, przez abp Stanisława Gądeckiego specjalnej izby pamięci ks. Aleksandra Woźnego[18].
- Od 15 października 2015 w każdy trzeci czwartek miesiąca o godz. 18:30 w parafii św. Jana Kantego w Poznaniu odprawiana jest msza święta w intencji jego beatyfikacji[12]